# São Borja

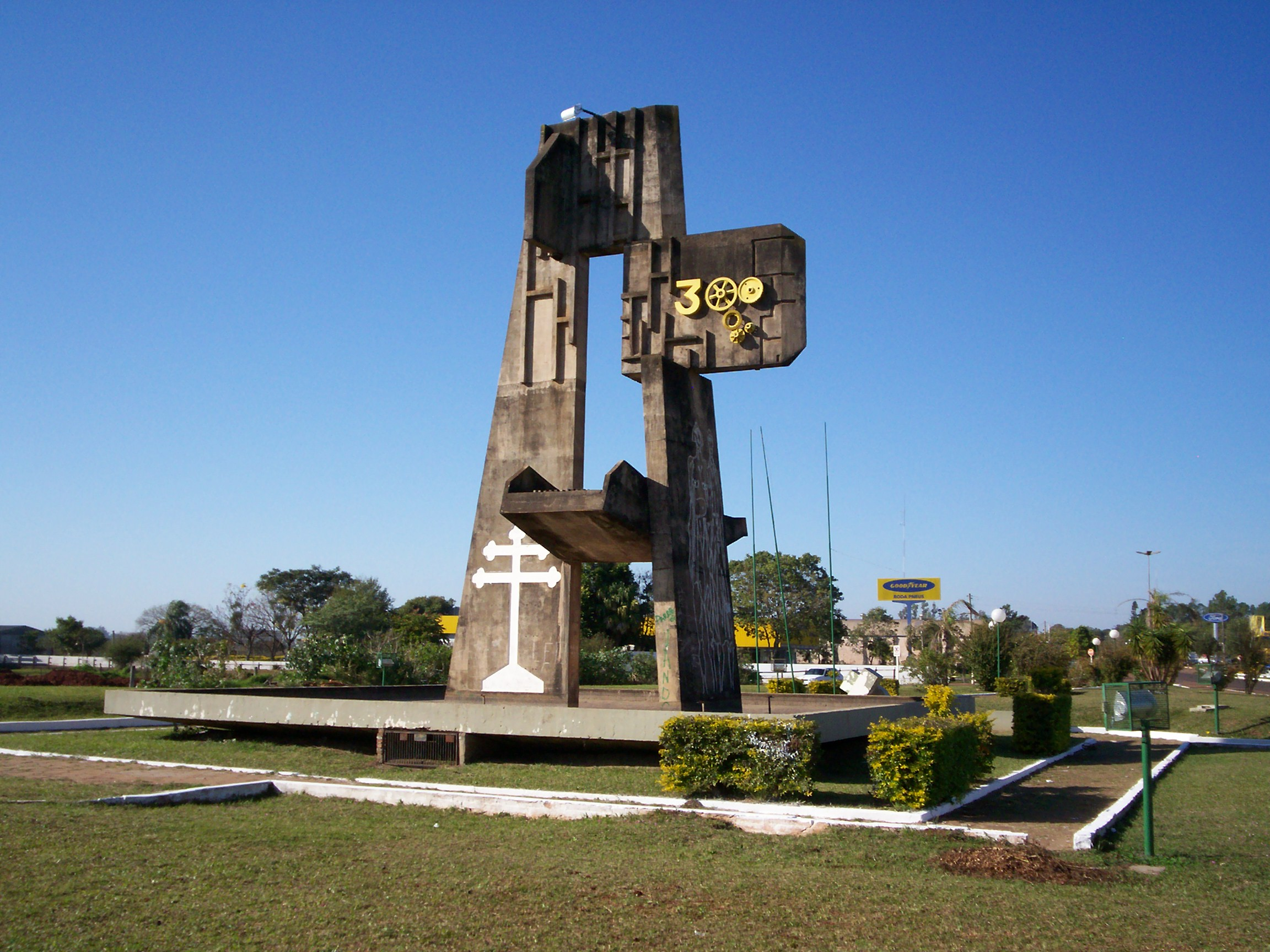
Monumento al Tricentenario de São Borja.

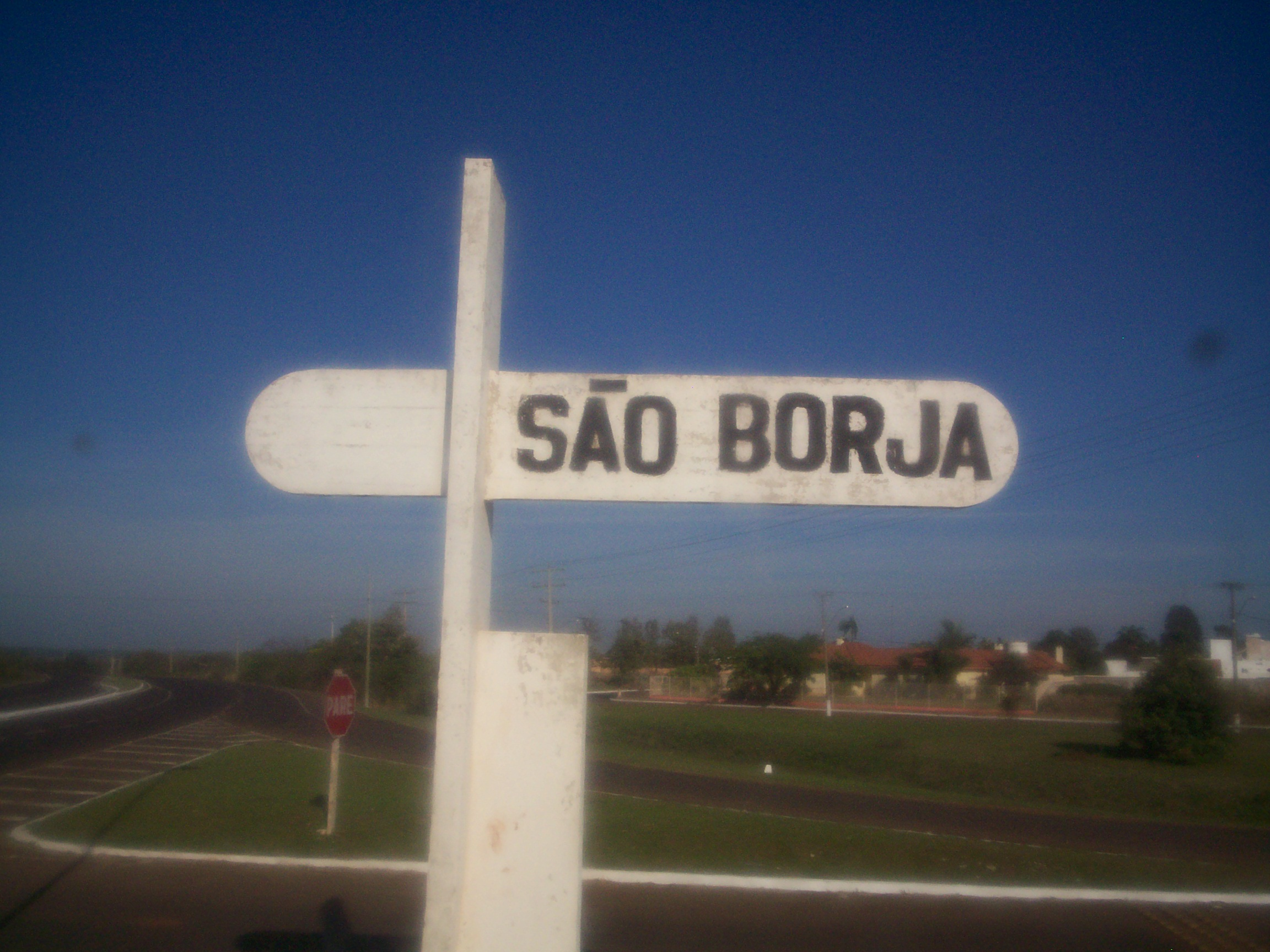
Acceso a São Borja, en el empalme de las rutas BR 472 y BR 287.

São Borja —a veces castellanizada como San Borja— es una ciudad brasileña del oeste de Río Grande del Sur, con una población de 66.000 habitantes en el año 2003, distribuidos en una superficie de 3.371,051 km².
São Borja es una de las ciudades más antiguas de Brasil y ha estado poblada ininterrumpidamente desde su fundación. Se encuentra en la frontera occidental del estado. Limita al norte con las ciudades de Garruchos y Santo Antônio das Missões; al sur, con las ciudades de Maçambará y Itaquí; al este con las ciudades de Itacurubi y Unistalda; y al oeste, con la ciudad de Santo Tomé (Argentina), de la cual se encuentra separada por el río Uruguay pero comunicada a través del Puente de la Integración.
La ley estatal 13.041/2008 declaró oficialmente a San Borja "Terra dos Presidentes", porque es la ciudad natal de dos expresidentes de Brasil: Getúlio Vargas y João Goulart. Antiguamente la ciudad también era conocida como la Capital del Lino, debido al fuerte cultivo de la planta en el municipio a principios del siglo XX; además, el municipio es uno de los mayores productores de arroz en la región sur.
Se accede a São Borja por las carreteras BR-472; BR-287 y B-R285, y se halla a una distancia de 595 km de la capital del estado, Porto Alegre.

## Historia
La ciudad fue fundada por los jesuitas españoles a mediados del siglo XVI con el nombre de San Francisco de Borja, en la confluencia de los ríos Uruguay e Icamacuá, por lo que formaba parte de las posesiones españolas, al ubicarse a cientos de kilómetros al oeste de la Línea de Tordesillas. De este modo fue una de las principales de las Misiones jesuíticas de El Tapé y luego de la Gobernación de las Misiones Guaraníes. En esa época nacieron en San Francisco de Borja los célebres caudillos Sepé Tiarayú (llamado por los portugueses y brasileños "Sepé Tiaraju") y Andrés Guazurary.
Al principio sólo había 195 habitantes, que vivían en la reducción de Santo Tomé, la primera reducción de los Siete Pueblos de las Misiones. En 1707, ya tenía 2.814 habitantes. 
La adopción de la Cruz de Caravaca, también conocida como Cruz de Lorena y Cruz de Borgoña, es una reliquia cristiana de origen español utilizada por los jesuitas. En las Misiones se pueden ver en varios lugares de la región misionera, como en las Ruinas de San Miguel de las Missões, el principal centro histórico de los Siete Pueblos de las Misiones.
El territorio de las Misiones Orientales fue invadido por los bandeirantes luso-brasileños en 1801. En 1815 y 1820 las tropas de Guazurary lograron liberar al territorio del dominio del Reino Unido de Portugal, Brasil y Algarve, pero luego el territorio volvió a ser parte del Reino del Brasil. En 1828 las tropas de las Provincias Unidas del Río de la Plata lograron recuperar la ciudad pero volvieron al Brasil por la Convención Preliminar de Paz.
A fines de la década de 1840 esta ciudad fue una de las capitales de la República Riograndense.
El 12 de junio de 1865, durante la Guerra de la Triple Alianza, las fuerzas paraguayas tomaron a esta ciudad, pero pocos meses después debieron abandonarla dejándola nuevamente en manos de Brasil.
Desde la consolidación del poder brasileño en la zona, el nombre de la ciudad pasó a ser abreviado como São Borja.

## Geografía

### Tiempo
Según datos del Instituto Nacional de Meteorología (INMET), refiriéndose al período comprendido entre julio de 2007 y marzo de 2020, la temperatura más baja registrada en San Borja fue de 2,4 °C el 7 de junio de 2012, y la más alta alcanzó los 40,1 °C el 7 de febrero de 2014. La precipitación más alta acumulada en 24 horas fue de 234,8 mm (mm) el 12 de diciembre de 2010. 

### Barrios
- Centro: principal concentración poblacional de la ciudad, donde se encuentran los principales comercios y residentes de mayor poder económico. En esta región se encuentran la municipalidad, el museo Getúlio Vargas, el museo João Goulart, el museo Missioneiro (junto a la biblioteca pública municipal), la plaza XV de Novembro (donde se encuentra el mausoleo del presidente Getúlio Vargas) y la Iglesia Madre de San Francisco de Borja, entre otros lugares importantes.
- Bettim: barrio de clase media y sede del Instituto Federal Farroupilha (Campus São Borja). Conocido por su tranquilidad, seguridad y buen barrio, es uno de los mejores barrios para vivir en familia en São Borja. El vecindario es famoso por su excelente ubicación, su alto nivel de vida, y su carácter hospitalario.
- Paso: barrio situado en el extremo norte de la zona urbana de São Borja. El barrio consta de varias clases, que van desde viviendas de lujo a casas de trabajadores y villas populares. Se encuentran aquí el edificio de la Universidad Federal de Pampa (UNIPAMPA), el Centro Nativista Boitatá, el Servicio de Impuestos Internos y la Policía Federal. Los residentes del vecindario son conocidos como "passians". El vecindario es el más grande de la ciudad, pues abarca muchos pueblos, llegando a su frontera más septentrional y hasta las orillas del río Uruguay, y pasando por el muelle del puerto, un punto de reuniones al aire libre y logros de varios eventos culturales.
- Tiro: barrio popular de villas de clase media, situado alrededor del parque expositivo. En él se encuentran la unión rural, la sede del país, el club comercial, la sede del club recreativo continente, Ascomvilca (asociación de residentes de la aldea cabeleira), la Universidad de la Región de Campaña (URCAMP). Muy cerca también se encuentra la 2.ª BPAF de la Brigada Militar de San Borja, el Batallón de Policía de la Zona Fronteriza. Igualmente, en este barrio se localiza la sede de la Asociación Atlética del Banco do Brasil de San Borja y el Parque de Exposiciones Dr. Serafim Dornelles Vargas, donde se lleva a cabo el fenaoeste, y la Oficina de País del Club Comercial. En este vecindario hay casas populares y casas de clase media alta.
- Pirahy: barrio de villas populares. Además de las unidades residenciales, se encuentran aquí las sucursales del poder judicial estatal, del Poder Judicial Federal; la Fiscalía del Estado. Pronto comenzará a operar aquí la oficina del tribunal federal de trabajo. Además, el barrio cuenta con el Hospital Ivan Goulart. También en este barrio se encuentra la calle más arbolada de la ciudad (Rua General Canabarro), donde predominan árboles como cibipirunas, clonas, grevilhas y guajuvira. Es reconocido como el mejor barrio de la ciudad. El nombre del barrio deriva de la existencia de una fábrica de papel llamada Pirahy, que operó hasta la década de 1970.

- Barrio de villas populares situadas al suroeste de la ciudad. Tiene como punto culminante el Estadio Vicente Goulart, sede de la extinta Internacional y Crucero y de la Asociación Deportiva de San Borja.
- Paraboi: los antiguos residentes dicen que el nombre Paraboi se debe al hecho de que los tropeiros, mientras conducían sus boyadas a algún matadero, estacionaron las tropas exactamente en este lugar. Cuando decidieron pasar la noche en dicho escenario, los conductores supuestamente gritaron "pááára boiii" y con ese nombre se quedó la zona. En este barrio se encuentra la estación de autobuses, la Plaza Trienal y el monumento alusivo a los 300 años de fundación del pueblo jesuita.
- Itacher: barrio de villas populares. Itacher es una palabra de origen indígena que significa "río de piedras".
- Maria do Carmo: barrio formado por la clase media baja, hoy considerado uno de los barrios más seguros de la ciudad, y uno de los lugares más buscados para comprar y alquilar casas, según agencias inmobiliarias. El barrio recibió este nombre de la tumba de la "santa profana" María do Carmo. Aquí se encuentran el Museo Ergológico de estancia "Os Angueras" cuya fundación se confunde con la historia del tradicionalismo y la cultura gauchesca. En el barrio vivió hasta su muerte el gran poeta Apparício Silva Rillo (uno de los fundadores del Museo Ergológico de Estancia). También se ubica en este vecindario la sede de la AFPM (Asociación de Empleados Públicos Municipales), un lugar con hermosa naturaleza, campos de fútbol, voleibol, básquetbol y áreas de ocio.
- José Pereira Alvarez (Várzea): barrio habitado por obreros, donde se encuentra la antigua estación de tren (futuro centro cultural del municipio), el mercado público municipal, la 2.ª RCmec, el Regimiento de Caballería Mecanizada, la Primera Empresa de Ingeniería de Combate Mecanizada Sousa Doca, la prisión estatal, el aeropuerto João Manuel, la Unidad de Atención de Emergencias (UPA), la Primera Iglesia Bautista y el club de jocques.

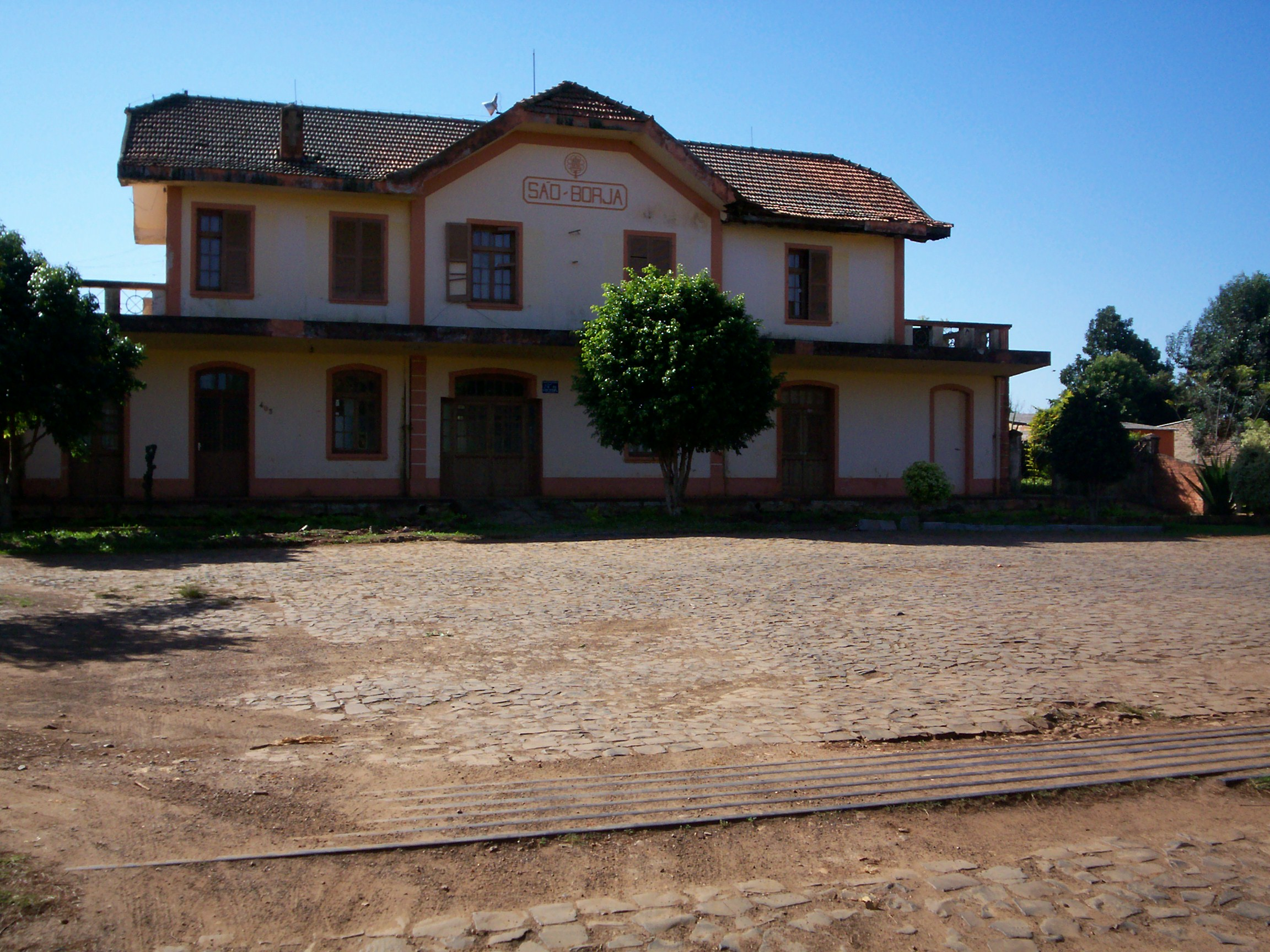
Antigua estación ferroviaria de São Borja.

## Cultura
São Borja cuenta con varias instituciones culturales públicas y privadas, como museos, bibliotecas y otras. 

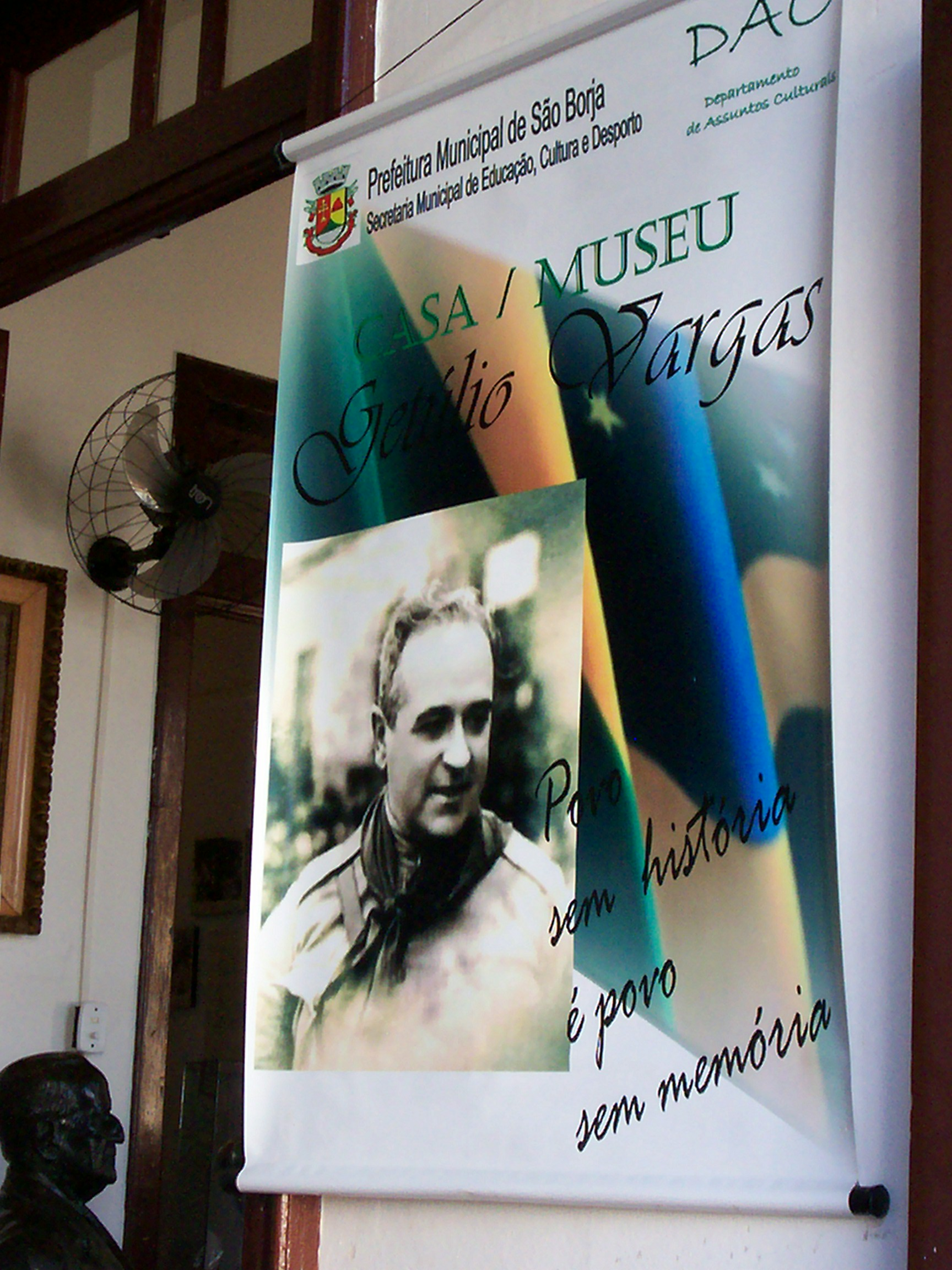
Museo Casa de Getúlio Vargas (São Borja).

### Capital de Fandango
En 2017, san Borja recibió el título de "Capital Gaúcha do Fandango", por ser la ciudad del estado que concentra el mayor número de bailes durante la Semana Farroupilha, período del 13 al 20 de septiembre. Hay 4 entidades tradicionalistas afiliadas a MTG, y numerosos piquetes que celebran las noches de la Semana Farroupilha con un montón de baile y saborear los típicos alimentos gaucho. El gobernador José Ivo Sartori sancionó el 09/01/2018, la ley que declara al municipio de San Borja como capital de Fandango. El proyecto de ley (PL), redactado por el Sr. Lucas Redecker, fue aprobado por la Asamblea Legislativa por 45 votos a favor y ninguno en contra, el 5 de diciembre de 2017. Fandango es un estilo musical caracterizado por un baile animado y marcado principalmente por el tap dance.

### Museos
- Museo Casa de Getúlio Vargas: establecido en la casa del expresidente Getúlio Vargas, custodia y preserva las colecciones públicas sobre Getúlio Vargas, cumpliendo con lo previsto por la Ley Brasileña de colecciones presidenciales, que es la norma legal que prevé la preservación, organización y protección de las colecciones documentales privadas de los presidentes de la República.
- Memorial Casa de João Goulart: es un museo conmemorativo creado en San Borja, en la que fue residencia urbana del expresidente Joao Goulart.
- Museo Ergológico de Estancia: con diversas colecciones temáticas, como piezas de la campeira: charretes, vagones, cuchillos, máquinas viejas y otros objetos.
- Museo Apparício Silva Rillo: con colecciones de la cultura indígena y misionera, objetos religiosos y artísticos.

### Biblioteca pública
En el municipio se encuentra la Biblioteca Municipal Getúlio Vargas, fundada en 1960, y desde 1969 ubicada en Travessa Albino Pfeiffer N.º 84. 

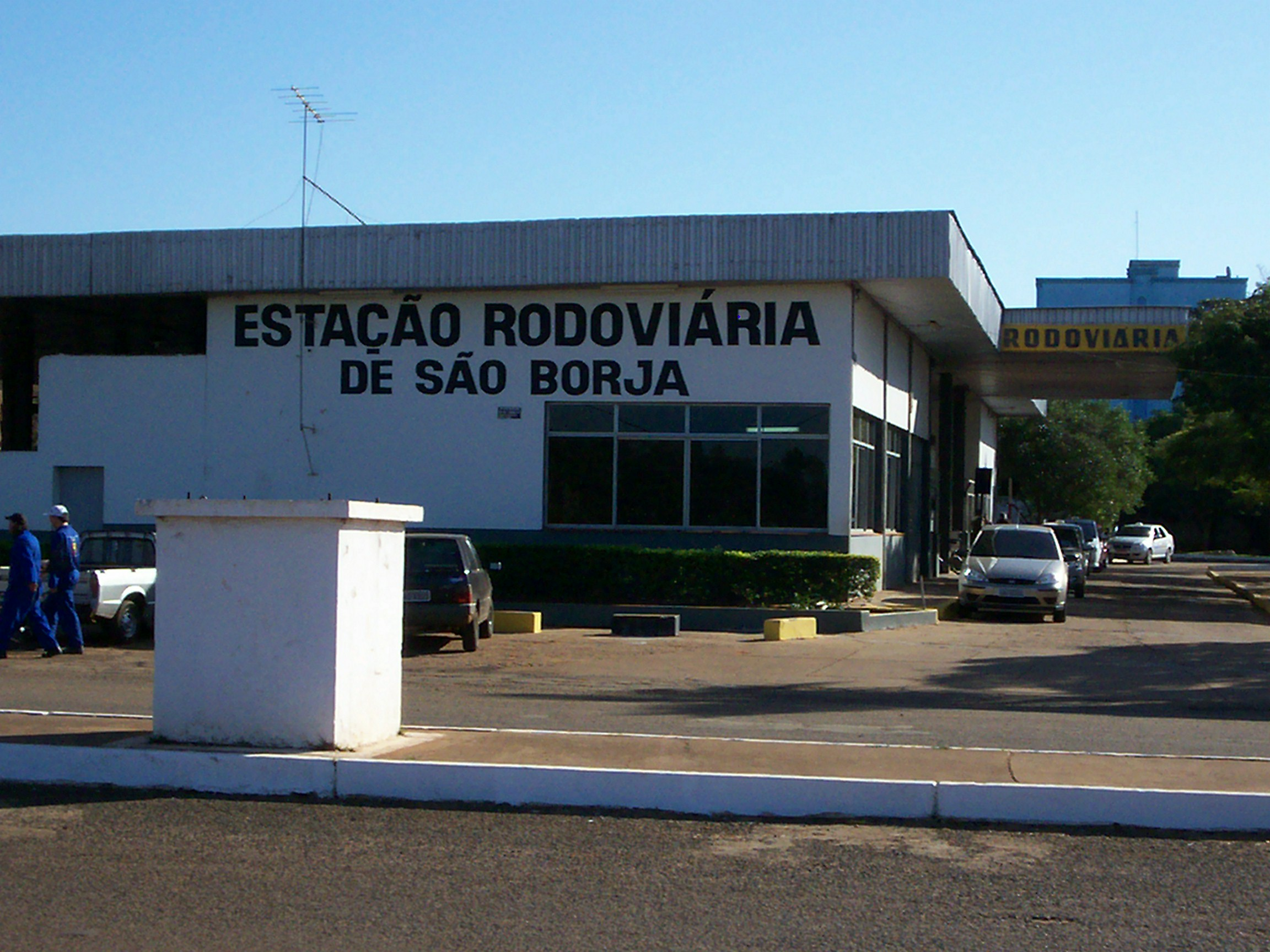
Terminal de ómnibus de São Borja.

## Medios
En São Borja, se encuentran las sedes de las radios Fronteira FM y Cultura, pertenecientes a la misma empresa, además de dos radios comunitarias: Butuí y Navegantes FM. En lo que se refiere a los periódicos impresos, circulan actualmente la Folha de São Borja y el periódico O Regional. 
No hay estaciones de televisión abiertas que emitan desde San Borja, sólo relés de canales generados en otras ciudades.

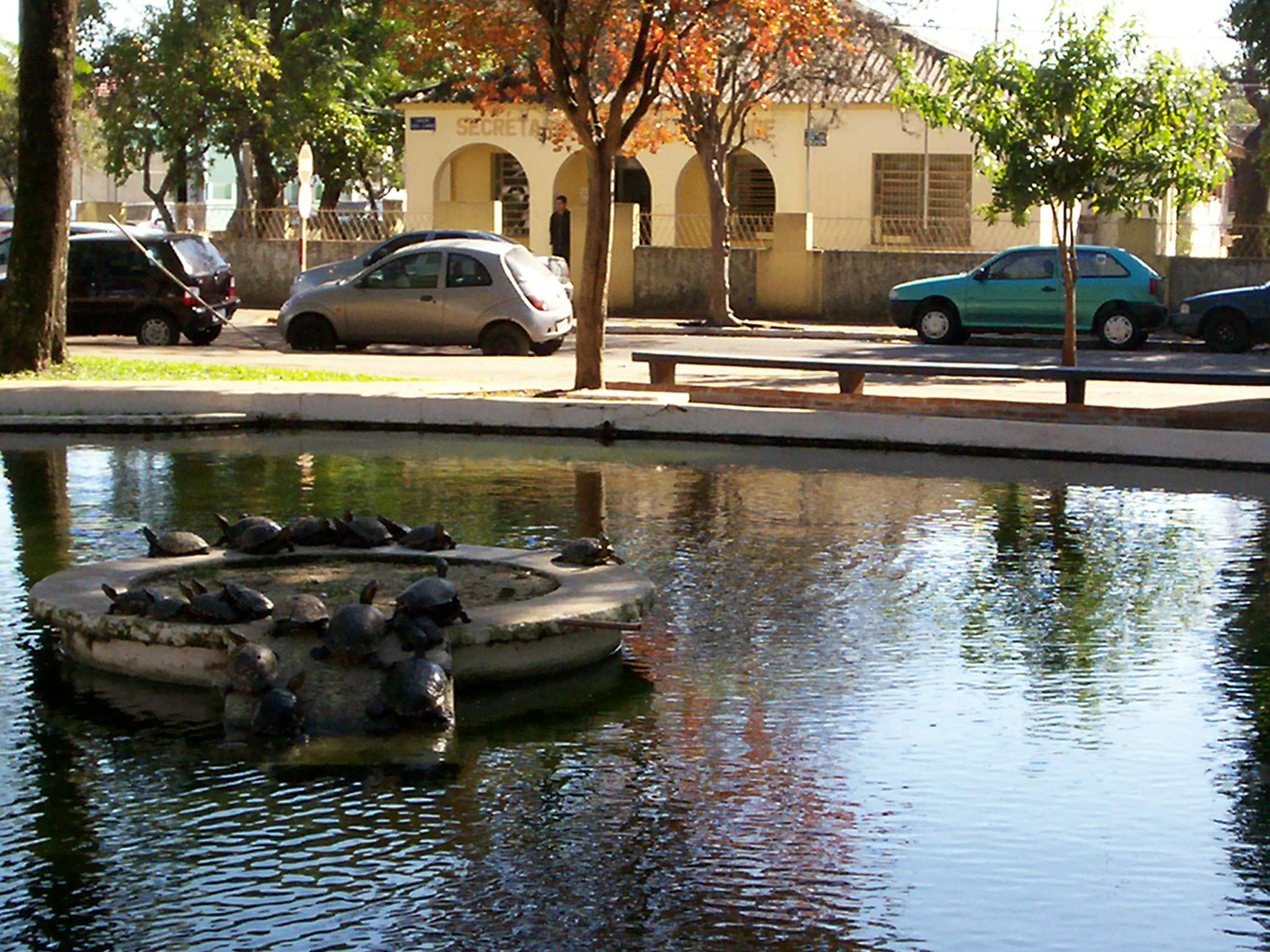
Praça das Lagoas (São Borja).

## Educación
La ciudad posee varias escuelas de enseñanza media, además de los cuatro centros de enseñanza superior:
- Universidad da Região da Campanha – URCAMP

- Universidad Federal de Pampa - Unipampa - Campus San Borja
- IFFarroupilha o Instituto Federal Farroupilha - Campus San Borja
- Universidad Estatal de Rio Grande do Sul - Campus de San Borja
- URCAMP - Universidad de la Región de Campaña - Unidad de San Borja
- UNIDERP - Universidad Anhanguera Uniderp

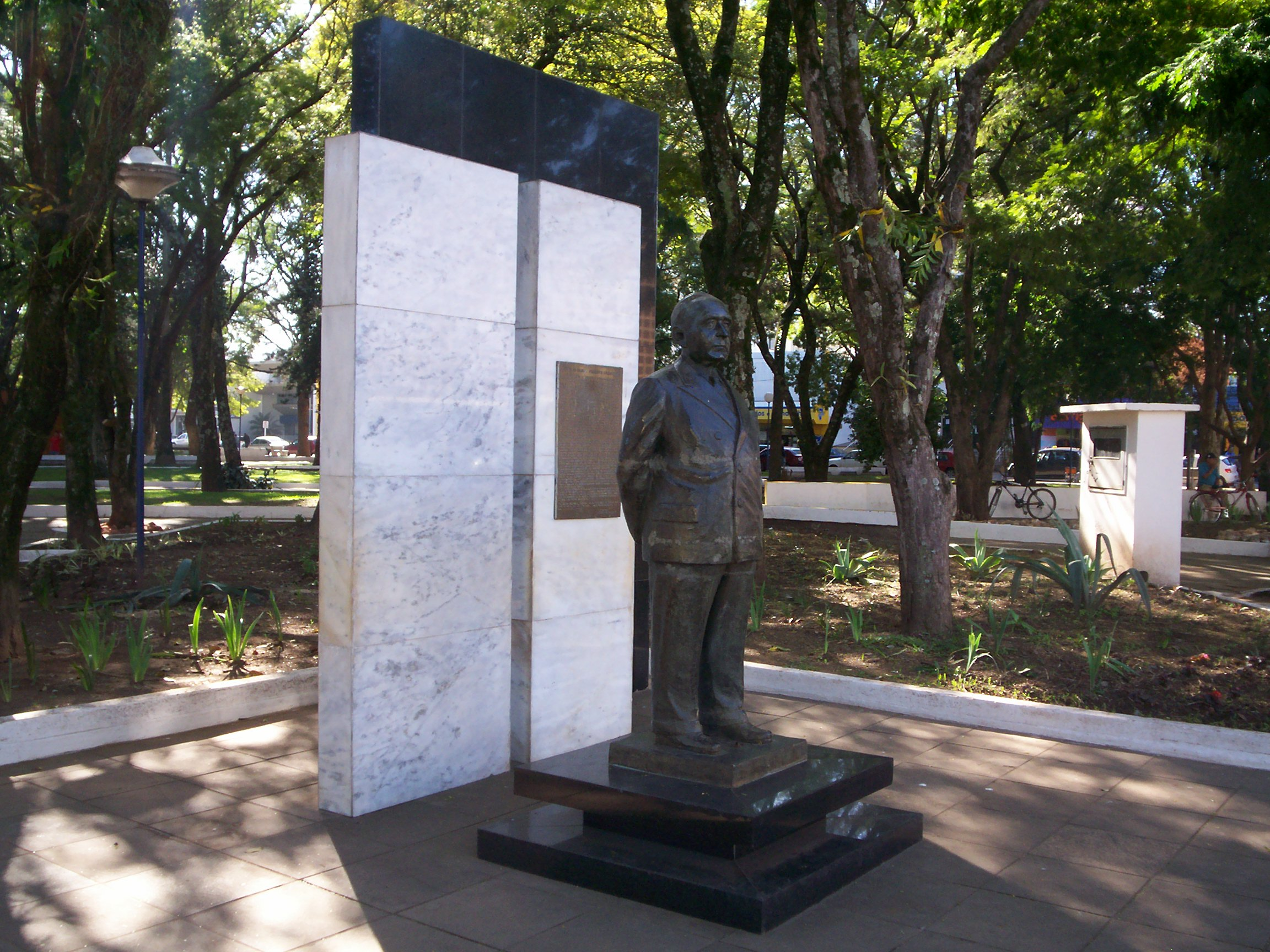
Monumento a Getúlio Vargas, expresidente brasileño, oriundo de São Borja.

- UNINTER - Grupo Educativo Uninter

## Personalidades
En esta ciudad nacieron:
- Getúlio Vargas.
- Darci Vargas, su esposa.
- João Goulart.
- Daniela Escobar, actriz.

## Ciudades Hermanas
- Río de Janeiro, Brasil ( LeyNo 4.158/2005)

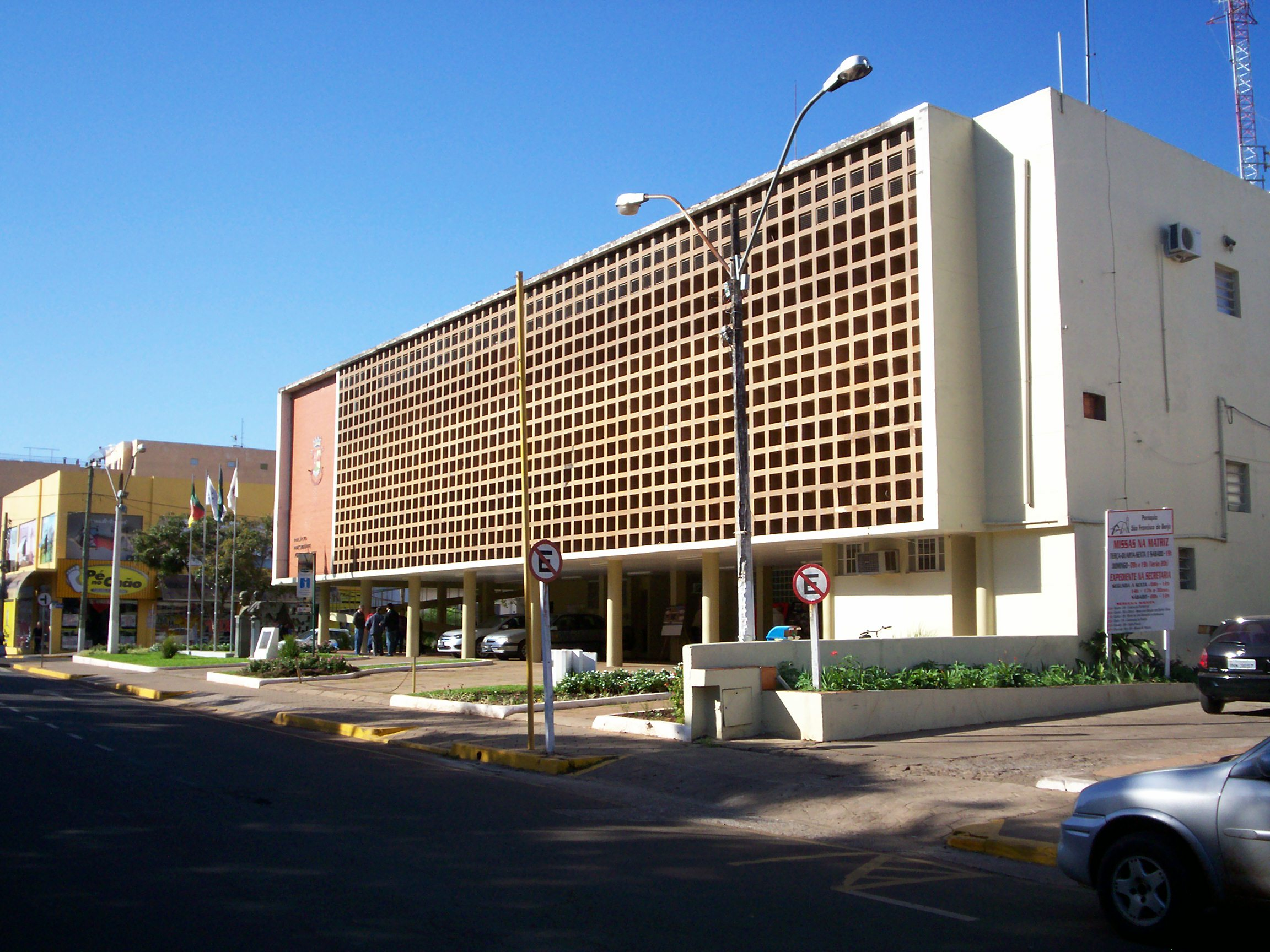
Prefeitura (municipalidad) de São Borja.

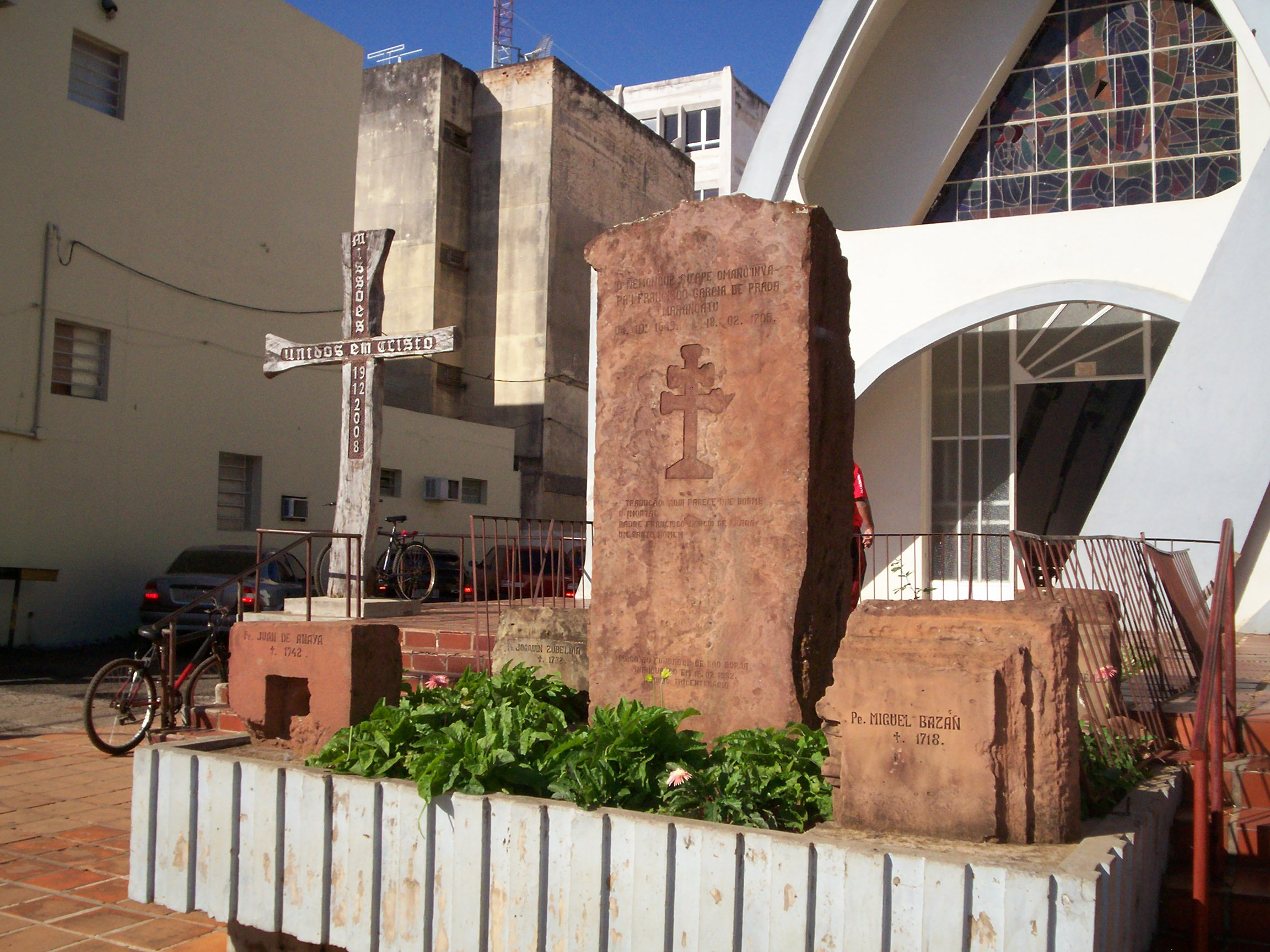
Iglesia Matriz de São Francisco de Borja.

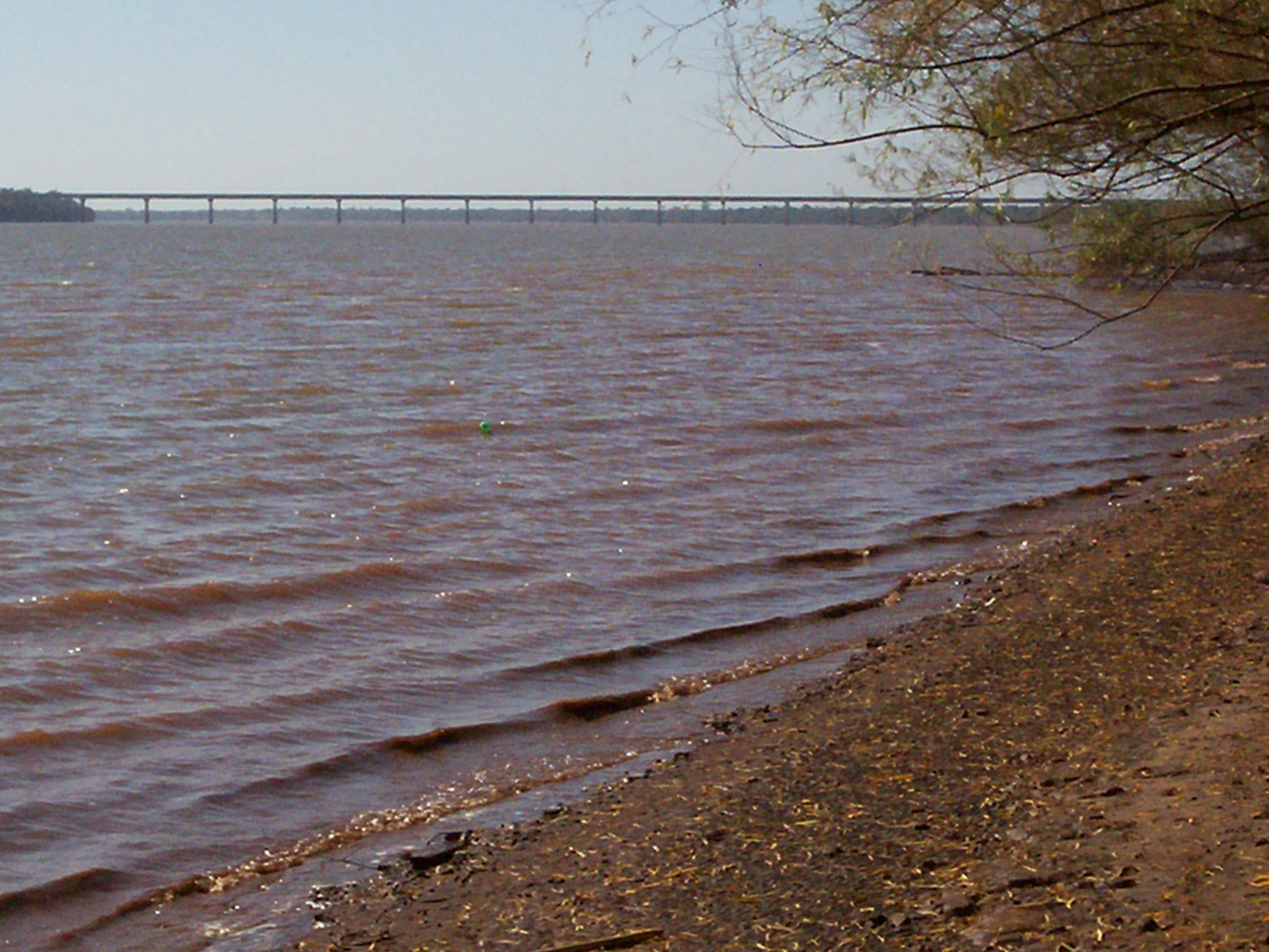
Río Uruguay y puente internacional de la Integración. Vista desde São Borja.

- Iquique, Chile
- Blumenau, Brasil

## Lista de alcaldes
| Nombre                              | Partido | Inicio del mandato | Fin de la legislatura |
| ----------------------------------- | ------- | ------------------ | --------------------- |
| Eduardo Bonotto                     | PP      | 2021               | 2024                  |
| Eduardo Bonotto                     | PP      | 2017               | 2020                  |
| Bran Almeida                        | PDT     | 2013               | 2016                  |
| Mariovane Gottfried Weis            | PDT     | 2009               | 2012                  |
| Mariovane Gottfried Weis            | PDT     | 2005               | 2008                  |
| José Pereira Alverez                | PP      | 2001               | 2004                  |
| Paul Baron Maurer                   | PP      | 1997               | 2000                  |
| Luis Carlos Heinze                  | PP      | 1993               | 1996                  |
| José Pereira Alverez                | PP      | 1989               | 1992                  |
| Mario Roque Weis                    | PDT     | 1986               | 1988                  |
| Bel. Materia de Arneldo             |         | 1984               | 1985                  |
| Hildebrando Aquino Guimarés         |         | 1982               | 1984                  |
| Salvador Lionco Pereira Alvarez     |         | 1979               | 1982                  |
| Joao Carlos Mariense Escobar        |         | 1974               | 1979                  |
| José Pereira Alverez                |         | 1966               | 1974                  |
| Serafim Dornelles Vargas            |         | 1964               | 1966                  |
| Florencio Aquino Guimarés           |         | 1959               | 1964                  |
| Ovidio Baptista da Silva            |         | 1958               | 1959                  |
| Maurício Goulart Loureiro           |         | 1955               | 1958                  |
| Ory Rey Dornelles                   |         | 1951               | 1955                  |
| Homero Pereira Coimbra              |         | 1949               | 1951                  |
| Valerius Gomes de Lacerda           |         | 1947               | 1949                  |
| Eurico Baptista da Silva            |         | 1947               | 1947                  |
| Darci Lima Pinto                    |         | 1943               | 1947                  |
| Manoel Luiz Fagundes                |         | 1940               | 1943                  |
| Sirius Martins Tróis                |         | 1939               | 1940                  |
| Cleto Doria de Azambuja             |         | 1932               | 1939                  |
| Manoel Luiz Fagundes                |         | 1930               | 1932                  |
| Lt. Cel. John Cristino Fioravante   |         | 1927               | 1930                  |
| Protásio Dornelles Vargas           |         | 1919               | 1927                  |
| Eric Ribeiro da Luz                 |         | 1915               | 1919                  |
| Antonio García da Rosa              |         | 1914               | 1915                  |
| Viriato Dornelles Vargas            |         | 1911               | 1914                  |
| Antonio Ferreira                    |         | 1911               | 1911                  |
| General Manoel do Nascimento Vargas |         | 1907               | 1911                  |
| Cel. Aparicio Mariense da Silva     |         | 1899               | 1907                  |
| Cel. Julius García Tróis            |         | 1891               | 1899                  |